# 미스테리야
《미스테리야》는 EBS와 베데코리아가 만든 대한민국의 애니메이션이다.

## 방송 일시
| 방송 채널 | 방송일                             | 방송 시간                            |
| --------- | ---------------------------------- | ------------------------------------ |
| EBS 1TV   | 2019년 8월 30일 ~ 2020년 2월 22일  | 종료                                 |
| EBS 1TV   | 2023년 11월 27일 ~ 2024년 2월 20일 | 매주 월, 화 오후 5시 25분 ~ 5시 40분 |

## 등장인물
- 타타
- 세실
- 쉑
- 다알 박사
- 플랫마이너 공주
- 칸타
- 도레미 경
- 이카로스

## 목소리 출연
- 김은아: 타타
- 여민정: 세실
- 최낙윤: 쉑
- 변영희: 다알 박사
- 장은숙: 플랫마이너 공주
- 엄상현: 칸타
- 전태열: 도레미 경

## 방영 목록

### 시즌 1
| 화차       | 제목                   | 방송 일자        |
| ---------- | ---------------------- | ---------------- |
| 1화        | 모험의 시작            | 2019년 8월 30일  |
| 2화        | 1등은 나의 것          | 2019년 9월 6일   |
| 3화        | 잠들 수 없는 밤        | 2019년 9월 13일  |
| 4화        | 아름다운 섬을 지켜줘!  | 2019년 9월 20일  |
| 5화        | 영혼의 주술사          | 2019년 9월 27일  |
| 6화        | 유혹의 세이렌          | 2019년 10월 4일  |
| 7화        | 바바야가의 오두막      | 2019년 10월 11일 |
| 8화        | 비를 내리는 마음       | 2019년 10월 18일 |
| 9화        | 정글의 검은 그림자     | 2019년 10월 26일 |
| 10화       | 한여름 밤의 악몽       | 2019년 11월 2일  |
| 11화       | 내 머리를 돌려줘!      | 2019년 11월 9일  |
| 12화       | 작지만 힘센 왕         | 2019년 11월 16일 |
| 13화       | 태양을 움직이는 사나이 | 2019년 11월 23일 |
| 14화       | 새빨간 흡혈원숭이      | 2019년 11월 30일 |
| 15화       | 전설의 바다 괴물       | 2019년 12월 7일  |
| 16화       | 내 맘대로 기준!        | 2019년 12월 14일 |
| 17화       | 친구가 되어 줘!        | 2019년 12월 21일 |
| 18화       | 슈퍼옥수수의 역습      | 2019년 12월 28일 |
| 19화       | 장성을 쌓아라!         | 2020년 1월 4일   |
| 20화       | 난 괴물이 아니야!      | 2020년 1월 11일  |
| 21화       | 거꾸로 돌아가는 시계   | 2020년 1월 18일  |
| 22화       | 죽음의 사신            | 2020년 1월 25일  |
| 23화       | 사랑은 미로미로        | 2020년 2월 1일   |
| 24화       | 공포의 날갯짓          | 2020년 2월 8일   |
| 25화       | 미스테리야 수호 대작전 | 2020년 2월 15일  |
| 최종화(26) | 안녕, 타타             | 2020년 2월 22일  |

### 시즌 2
| 화차       | 제목                               | 방송 일자        |
| ---------- | ---------------------------------- | ---------------- |
| 1화        | 버뮤다 삼각지대 돌아온 타타        | 2023년 11월 27일 |
| 2화        | 사스콰치 숲속의 은둔자             | 2023년 11월 28일 |
| 3화        | 마녀사냥 세실, 위기일발!           | 2023년 12월 4일  |
| 4화        | 프랑켄슈타인 야수의 첫사랑         | 2023년 12월 5일  |
| 5화        | 네안데르탈인 최후의 네안데르탈인   | 2023년 12월 11일 |
| 6화        | 강시 죽은 자들의 안식처            | 2023년 12월 12일 |
| 7화        | 백상아리 경보! 상어가 나타났다     | 2023년 12월 18일 |
| 8화        | 모아이 거대 석상의 황금 모자       | 2023년 12월 19일 |
| 9화        | 드라큘라 흡혈귀의 성               | 2023년 12월 25일 |
| 10화       | 사이보그 미래의 기계 인간          | 2023년 12월 26일 |
| 11화       | 늑대인간반 헬싱과의 대결           | 2024년 1월 1일   |
| 12화       | 신체 강탈자들 우주에서 날아온 씨앗 | 2024년 1월 2일   |
| 13화       | 네시 호수의 괴물                   | 2024년 1월 8일   |
| 14화       | 좀비 은혜를 갚은 좀비              | 2024년 1월 9일   |
| 15화       | 후디니 최후의 탈출 마술            | 2024년 1월 15일  |
| 16화       | 바벨탑 역시 우리는 한 팀이야       | 2024년 1월 16일  |
| 17화       | 투탕카멘 피라미드의 저주           | 2024년 1월 22일  |
| 18화       | 도깨비 의좋은 형제                 | 2024년 1월 23일  |
| 19화       | 렙틸리언 외계의 지구 정복자들      | 2024년 1월 29일  |
| 20화       | 나스카 나스카의 거대 지상화        | 2024년 1월 30일  |
| 21화       | 51구역-51구역의 비밀기지           | 2024년 2월 5일   |
| 22화       | 다중 우주-혼돈의 미스테리야        | 2024년 2월 6일   |
| 23화       | 심령 세계-타타, 다시 태어나다      | 2024년 2월 12일  |
| 24화       | 인체 탐험-인체, 또 하나의 우주     | 2024년 2월 13일  |
| 25화       | 인공지능의 역습                    | 2024년 2월 19일  |
| 최종화(26) | 칸타의 역습                        | 2024년 2월 20일  |